# Jaz (rejon samborski)
Jaz (ukr. Язи) – wieś na Ukrainie w rejonie samborskim obwodu lwowskiego.